# Jean-Baptiste Dubois de Jancigny
Jan Chrzciciel Dubois, Jean Baptiste Dubois (ur. 22 maja 1753 Jancigny (Côte-d’Or, Francja), zm. 1 kwietnia 1808 Moulins) – przyrodnik, literat, bibliotekarz pochodzenia francuskiego.
Podczas pobytu w Polsce był profesorem historii naturalnej oraz bibliotekarzem Korpusu kadetów w Warszawie w latach 1775 – 1779. Był aktywny pisarsko i organizacyjnie.
Za jego sprawą zostało założone Towarzystwo Fizyczne, którego został sekretarzem. Równocześnie współpracował z Towarzystwem do Ksiąg Elementarnych KEN.
Razem z Janem Filipem Carosim, ówczesnym dyrektorem gabinetu historii naturalnej za czasów Stanisława Augusta Poniatowskiego, wzięli udział w konkursie na podręcznik dla szkół elementarnych.
Za początkiem roku 1777 zgłosili projekt podręcznika pt. Elements d'histoire naturelle a Vusage des Ecoles des Palatinats de Pologne. Dotyczył on trzech działów przyrody: botaniki, mineralogii i zoologii. Projekt ten zyskał uznanie, czego dowodem było zlecenie im na prace w przygotowaniu nowego podręcznika.
Na skutek różnicy zdań powstających wokół powstającego podręcznika i ostrej krytyki w roku 1779 został zmuszony do opuszczenia Polski, skutkiem czego podręcznik ten nie został ukończony.

## Publikacje
Essai sur l'histoire litteraire de Pologne [...] Reflexions generales sur les progres des sciences et des arts. Histoire naturelle et geographie. (Berlin 1778)

## Odznaczenia
- Medal Merentibus, odznaczony przez króla Stanisława Augusta Poniatowskiego